# Complexo Esportivo Totão
O Complexo Esportivo Totão é um estádio de futebol localizado na cidade de Mâncio Lima, no estado do Acre. Sua capacidade é de nove mil pessoas, cuja administração é da prefeitura do município.

## Características gerais
O estádio recebe jogos do Nauas, clube que atualmente disputa a primeira divisão do Campeonato Acreano. O local também abriga as partidas de clubes da segunda divisão estadual.
Eventos de dimensões locais, com destaque para o Campeonato Interbairros de Futebol, são também disputados neste complexo esportivo. O citado campeonato tem a participação dos bairros da Cobal, Bandeirantes, São Vidal, Jose Martins, Centro, e São Francisco (este último com Iracema, São Domingos, Maloca e Barão). Sendo uma forma de incentivar a modalidade esportiva e resgatar os grandes nomes do futebol da cidade, além de descobrir novos talentos, os times que participarão das competições locais só poderão ter em sua equipe (no máximo) quatro jogadores que estão inscritos na Liga Manciolimense de Futebol.
No total, quarenta equipes foram inscritas para participarem do Campeonato Interbairros de Futebol na sua primeira edição, em 2013. O valor do projeto, na ocasião, era de aproximadamente três mil e quinhentos Reais, com uma contrapartida da prefeitura no valor de dois mil e quinhentos Reais.

## Ligação externa
- Site da Federação de Futebol do Acre